# Esquí acrobàtic als Jocs Olímpics d'hivern de 2006 - Bamps femenins
Als Jocs Olímpics d'Hivern de 2006 celebrats a la ciutat de Torí (Itàlia) es disputà una prova de bamps en categoria femenina dins de les proves d'esquí acrobàtic celebrats als Jocs.
La competició se celebrà el dia 11 de febrer de 2006 a les instal·lacions de Sauze d'Oulx. Hi participaren un total de 30 esquiadores de 15 comitès nacionals diferents.

## Resum de medalles
| Or            | Argent    | Bronze        |
| Jennifer Heil | Kari Traa | Sandra Laoura |

## Resultats

### Ronda classificatòria
| Pos. | Nom                          | CON           | Punts | Notes |
| ---- | ---------------------------- | ------------- | ----- | ----- |
| 1    | Jennifer Heil                | Canadà        | 26.67 | Q     |
| 2    | Sandra Laoura                | França        | 25.45 | Q     |
| 3    | Sara Kjellin                 | Suècia        | 24.85 | Q     |
| 4    | Michelle Roark               | Estats Units  | 24.45 | Q     |
| 5    | Aiko Uemura                  | Japó          | 24.20 | Q     |
| 6    | Margarita Marbler            | Àustria       | 24.15 | Q     |
| 7    | Kari Traa                    | Noruega       | 24.06 | Q     |
| 8    | Kristi Richards              | Canadà        | 23.76 | Q     |
| 9    | Tae Satoya                   | Japó          | 23.63 | Q     |
| 10   | Daria Serova                 | Rússia        | 23.49 | Q     |
| 11   | Nikola Sudova                | Txèquia       | 23.31 | Q     |
| 12   | Audrey Robichaud             | Canadà        | 22.73 | Q     |
| 13   | Deborah Scanzio              | Itàlia        | 22.72 | Q     |
| 14   | Ingrid Berntsen              | Noruega       | 22.45 | Q     |
| 15   | Miki Ito                     | Japó          | 22.34 | Q     |
| 16   | Manuela Berchtold            | Austràlia     | 22.19 | Q     |
| 17   | Stephanie St. Pierre         | Canadà        | 22.15 | Q     |
| 18   | Shannon Bahrke               | Estats Units  | 22.07 | Q     |
| 19   | Marina Cherkasova            | Rússia        | 21.82 | Q     |
| 20   | Jillian Vogtli               | Estats Units  | 21.79 | Q     |
| 21   | Lyudmila Dymchenko           | Rússia        | 21.42 |       |
| 22   | Hannah Kearney               | Estats Units  | 20.80 |       |
| 23   | Mariangela Fabia Parravicini | Itàlia        | 19.62 |       |
| 24   | Nina Bednarik                | Eslovènia     | 19.54 |       |
| 25   | Darya Rybalova               | Kazakhstan    | 18.70 |       |
| 26   | Sarka Sudova                 | Txèquia       | 18.64 |       |
| 27   | Miyuki Hatanaka              | Japó          | 18.61 |       |
| 28   | Yuliya Rodonova              | Kazakhstan    | 16.76 |       |
| 29   | Nuria Montane                | Espanya       | 11.76 |       |
| 30   | Yoon Chae-rin                | Corea del Sud | 7.07  |       |

### Final
| Pos. | Nom                  | Punts |
| ---- | -------------------- | ----- |
| 1    | Jennifer Heil        | 26.50 |
| 2    | Kari Traa            | 25.65 |
| 3    | Sandra Laoura        | 25.37 |
| 4    | Sara Kjellin         | 24.74 |
| 5    | Aiko Uemura          | 24.01 |
| 6    | Nikola Sudova        | 23.58 |
| 7    | Kristi Richards      | 23.30 |
| 8    | Audrey Robichaud     | 23.10 |
| 9    | Deborah Scanzio      | 23.00 |
| 10   | Shannon Bahrke       | 22.82 |
| 11   | Jillian Vogtli       | 22.72 |
| 12   | Stephanie St. Pierre | 22.52 |
| 13   | Daria Serova         | 22.44 |
| 14   | Manuela Berchtold    | 22.21 |
| 15   | Tae Satoya           | 22.12 |
| 16   | Marina Cherkasova    | 22.05 |
| 17   | Margarita Marbler    | 20.79 |
| 18   | Michelle Roark       | 20.04 |
| 19   | Ingrid Berntsen      | 19.84 |
| 20   | Miki Ito             | 17.78 |